# Vuelta a Burgos 2023
45. ročník etapového cyklistického závodu Vuelta a Burgos se konal mezi 15. a 19. srpna 2023 ve španělské provincii Burgos. Celkovým vítězem se stal Slovinec Primož Roglič z týmu Team Jumbo–Visma. Na druhém a třetím místě se umístili Rus Alexandr Vlasov (Bora–Hansgrohe) a Brit Adam Yates (UAE Team Emirates). Závod byl součástí UCI ProSeries 2023 na úrovni 2.Pro.

## Týmy
Závodu se zúčastnilo 8 z 18 UCI WorldTeamů, 6 UCI ProTeamů a 1 UCI Continental tým. Všechny týmy nastoupily na start se sedmi závodníky, závod tak odstartovalo 105 jezdců. Do cíle na Lagunas de Neila dojelo 91 z nich.
UCI WorldTeamy
- AG2R Citroën Team
- Astana Qazaqstan Team
- Bora–Hansgrohe
- EF Education–EasyPost
- Movistar Team
- Team Bahrain Victorious
- Team Jumbo–Visma
- UAE Team Emirates

UCI ProTeamy
- Burgos BH
- Caja Rural–Seguros RGA
- Eolo–Kometa
- Equipo Kern Pharma
- Euskaltel–Euskadi
- Q36.5 Pro Cycling Team

UCI Continental týmy
- Electro Hiper Europa

## Trasa a etapy
| Etapa         | Datum         | Trasa                             | Vzdálenost | Typ      | Typ                 | Vítěz                       |
| ------------- | ------------- | --------------------------------- | ---------- | -------- | ------------------- | --------------------------- |
| 1             | 15. srpna     | Villalba de Duero – Burgos        | 161 km     |          | Rovinatá etapa      | Juan Sebastián Molano (COL) |
| 2             | 16. srpna     | Oña – Poza de la Sal              | 13,1 km    |          | Týmová časovka      | Team Jumbo–Visma            |
| 3             | 17. srpna     | Sargentes de la Lora – Villarcayo | 183 km     |          | Středně těžká etapa | Primož Roglič (SLO)         |
| 4             | 18. srpna     | Santa Gadea del Cid – Pradoluengo | 157 km     |          | Zvlněná etapa       | Oier Lazkano (ESP)          |
| 5             | 19. srpna     | Golmayo – Lagunas de Neila        | 160 km     |          | Horská etapa        | Primož Roglič (SLO)         |
| Celková délka | Celková délka | Celková délka                     | 674,1 km   | 674,1 km | 674,1 km            | 674,1 km                    |

## Průběžné pořadí
| Etapa          | Vítěz                 | Celkové pořadí        | Bodovací soutěž       | Vrchařská soutěž  | Soutěž mladých jezdců | Soutěž týmů       |
| -------------- | --------------------- | --------------------- | --------------------- | ----------------- | --------------------- | ----------------- |
| 1              | Juan Sebastián Molano | Juan Sebastián Molano | Juan Sebastián Molano | Xabier Berasategi | Sean Quinn            | Bora–Hansgrohe    |
| 2              | Team Jumbo–Visma      | Attila Valter         | Juan Sebastián Molano | Xabier Berasategi | Oier Lazkano          | Team Jumbo–Visma  |
| 3              | Primož Roglič         | Primož Roglič         | Alexandr Vlasov       | Adam Yates        | Javier Romo           | UAE Team Emirates |
| 4              | Oier Lazkano          | Primož Roglič         | Alexandr Vlasov       | Adam Yates        | Javier Romo           | UAE Team Emirates |
| 5              | Primož Roglič         | Primož Roglič         | Primož Roglič         | Adam Yates        | Javier Romo           | UAE Team Emirates |
| Konečné pořadí | Konečné pořadí        | Primož Roglič         | Primož Roglič         | Adam Yates        | Javier Romo           | UAE Team Emirates |

- Ve 2. etapě nosil Iván García Cortina, jenž byl druhý v bodovací soutěži, zelený dres, protože lídr této klasifikace Juan Sebastián Molano nosil fialový dres pro lídra celkového pořadí.

## Konečné pořadí
| Legenda | Legenda                          | Legenda | Legenda                               |
| ------- | -------------------------------- | ------- | ------------------------------------- |
|         | Označuje lídra celkového pořadí  |         | Označuje lídra bodovací soutěže       |
|         | Označuje lídra vrchařské soutěže |         | Označuje lídra soutěže mladých jezdců |

### Celkové pořadí
| Pořadí | Jezdec                    | Tým                    | Čas         |
| ------ | ------------------------- | ---------------------- | ----------- |
| 1      | Primož Roglič (SLO)       | Team Jumbo–Visma       | 16h 24' 49" |
| 2      | Alexandr Vlasov           | Bora–Hansgrohe         | + 39"       |
| 3      | Adam Yates (GBR)          | UAE Team Emirates      | + 42"       |
| 4      | Damien Howson (AUS)       | Q36.5 Pro Cycling Team | + 2' 07"    |
| 5      | Einer Rubio (COL)         | Movistar Team          | + 3' 25"    |
| 6      | George Bennett (NZL)      | UAE Team Emirates      | + 3' 39"    |
| 7      | Javier Romo (ESP)         | Astana Qazaqstan Team  | + 3' 42"    |
| 8      | Jay Vine (AUS)            | UAE Team Emirates      | + 4' 33"    |
| 9      | Harold Martín López (ECU) | Astana Qazaqstan Team  | + 5' 23"    |
| 10     | Joan Bou (ESP)            | Euskaltel–Euskadi      | + 5' 27"    |

### Bodovací soutěž
| Pořadí | Jezdec                      | Tým                     | Body |
| ------ | --------------------------- | ----------------------- | ---- |
| 1      | Primož Roglič (SLO)         | Team Jumbo–Visma        | 50   |
| 2      | Alexandr Vlasov             | Bora–Hansgrohe          | 47   |
| 3      | Adam Yates (GBR)            | UAE Team Emirates       | 40   |
| 4      | Santiago Buitrago (COL)     | Team Bahrain Victorious | 30   |
| 5      | Oier Lazkano (ESP)          | Movistar Team           | 27   |
| 6      | Iván García Cortina (ESP)   | Movistar Team           | 26   |
| 7      | Juan Sebastián Molano (COL) | UAE Team Emirates       | 25   |
| 8      | Damien Howson (AUS)         | Q36.5 Pro Cycling Team  | 23   |
| 9      | Einer Rubio (COL)           | Movistar Team           | 21   |
| 10     | Jay Vine (AUS)              | UAE Team Emirates       | 21   |

### Vrchařská soutěž
| Pořadí | Jezdec                  | Tým                     | Body |
| ------ | ----------------------- | ----------------------- | ---- |
| 1      | Adam Yates (GBR)        | UAE Team Emirates       | 61   |
| 2      | Primož Roglič (SLO)     | Team Jumbo–Visma        | 57   |
| 3      | Alexandr Vlasov         | Bora–Hansgrohe          | 40   |
| 4      | Jay Vine (AUS)          | UAE Team Emirates       | 37   |
| 5      | Xabier Berasategi (ESP) | Euskaltel–Euskadi       | 30   |
| 6      | Damien Howson (AUS)     | Q36.5 Pro Cycling Team  | 29   |
| 7      | Matteo Fabbro (ITA)     | Bora–Hansgrohe          | 26   |
| 8      | Einer Rubio (COL)       | Movistar Team           | 18   |
| 9      | Santiago Buitrago (COL) | Team Bahrain Victorious | 17   |
| 10     | Mattia Bais (ITA)       | Eolo–Kometa             | 17   |

### Soutěž mladých jezdců
| Pořadí | Jezdec                    | Tým                     | Čas         |
| ------ | ------------------------- | ----------------------- | ----------- |
| 1      | Javier Romo (ESP)         | Astana Qazaqstan Team   | 16h 28' 31" |
| 2      | Harold Martín López (ECU) | Astana Qazaqstan Team   | + 1' 41"    |
| 3      | Pablo Castrillo (ESP)     | Equipo Kern Pharma      | + 2' 20"    |
| 4      | Raúl García Pierna (ESP)  | Equipo Kern Pharma      | + 2' 24"    |
| 5      | Sean Quinn (USA)          | EF Education–EasyPost   | + 3' 20"    |
| 6      | Mark Donovan (GBR)        | Q36.5 Pro Cycling Team  | + 3' 46"    |
| 7      | Mulu Hailemichael (ETH)   | Caja Rural–Seguros RGA  | + 4' 35"    |
| 8      | Santiago Buitrago (COL)   | Team Bahrain Victorious | + 9' 15"    |
| 9      | Oier Lazkano (ESP)        | Movistar Team           | + 12' 35"   |
| 10     | Carlos Canal (ESP)        | Euskaltel–Euskadi       | + 13' 05"   |

### Soutěž týmů
| Pořadí | Tým                     | Čas         |
| ------ | ----------------------- | ----------- |
| 1      | UAE Team Emirates       | 48h 53' 10" |
| 2      | Team Jumbo–Visma        | + 5' 17"    |
| 3      | Equipo Kern Pharma      | + 9' 25"    |
| 4      | Movistar Team           | + 12' 09"   |
| 5      | Q36.5 Pro Cycling Team  | + 13' 28"   |
| 6      | Astana Qazaqstan Team   | + 16' 12"   |
| 7      | EF Education–EasyPost   | + 17' 12"   |
| 8      | Team Bahrain Victorious | + 18' 23"   |
| 9      | Euskaltel–Euskadi       | + 20' 23"   |
| 10     | AG2R Citroën Team       | + 22' 02"   |